# Pterostoma sinica
Pterostoma sinica är en fjärilsart som beskrevs av Draeseke 1926. Pterostoma sinica ingår i släktet Pterostoma och familjen tandspinnare. Inga underarter finns listade.